# Wahibre Ibiau
Wahibre Ibiau (tên ngai: Wahibre, tên lúc sinh ra: Ibiau) là một vị vua của Ai Cập cổ đại thuộc vương triều thứ 13, ông trị vì vào khoảng năm 1670 TCN trong 10 năm 8 tháng và 29 ngày theo Danh sách vua Turin.

## Chứng thực
Bất chấp việc có một triều đại tương đối dài so với thời kỳ này, Wahibre Ibiau chỉ được biết đến thông qua một vài đồ vật. Wahibre phần lớn được chứng thực bởi những con dấu hình bọ hung có mang tên của ông. Tên của ông cũng xuất hiện trên tấm bia đá của một vị quan có tên là Sahathor, có lẽ đến từ Thebes. Cuối cùng là một mảnh sứ vỡ từ El-Lahun đề cập đến vị vua này.
Một thành viên đáng chú ý thuộc triều đình hoàng gia của Ibiau đó là vị tể tướng có cùng tên Ibiaw. Có giả thuyết cho rằng vị tể tướng này có thể đã chính là vị pharaoh Ibiau trước kia , nhưng cho đến gần đây, người ta đã chỉ ra rằng sự đồng nhất như vậy là phỏng đoán và không có căn cứ.